# Ohňový polygon Raspenava

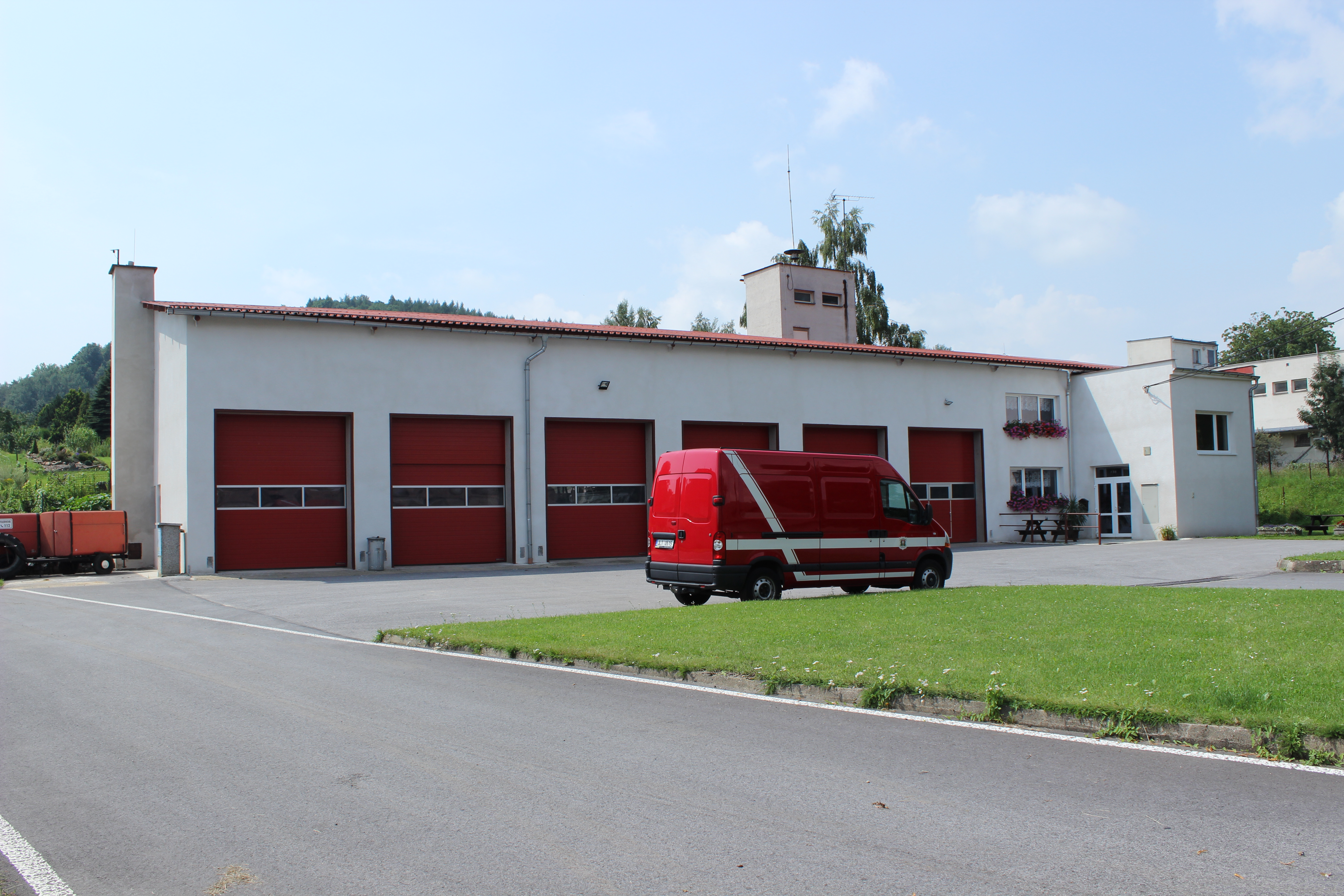
Objekt raspenavské hasičské zbrojnice

Ohňový polygon Raspenava je technické zařízení určené hasičům k testování jejich dovedností a k prohlubování znalostí experimentálními pokusy. Otevřen byl 6. června 2017 v Raspenavě, městě ve Frýdlantském výběžku na severu České republiky. V době svého otevření měl podobu několika za sebou sestavených přepravních kontejnerů, ve kterých byl hasičům simulován hořící byt. Zasahující jednotky si tak mohly natrénovat správný způsob vstupu do zakouřené místnosti nebo vhodné dávkování vody při hašení. Postupně by se měl polygon rozšířit o další objekty umožňující nácvik hašení na schodišti a v bytě v patře.
Raspenavský polygon je čtvrtým takovým zařízením na území České republiky. Náklady na jeho vybudování se vyšplhaly na částku 1,4 milionu korun, které poskytlo vedení Libereckého kraje. Slouží k výcviku krajských hasičů, a to jak profesionálních, tak také dobrovolných. Uplatní se ale i při zkušebních zásazích policistů a zdravotníků.